# Hrafnistumannasögur
Hrafnistumannasögur (Ramstasagorna) kallas en serie isländska fornaldarsagor, som handlar om den norske forntidshjälten Kettil hanlax (Ketill hœngr) och hans efterkommande. Sagorna är:
- Ketils saga hœngs (Kettil hanlax' saga)
- Gríms saga loðinkinna (Grim ludenkinds saga)
- Ǫrvar-Odds saga (Orvar Odds saga)
- Áns saga bogsveigis (Ån bågspännarens saga)

Sagacykeln har fått sitt namn efter släktgården Hrafnista (Ramsta) på ön med samma namn utanför Namdalens kust norr om Trondheim. Kettil hanlax är far till Grim ludenkind och farfar till Orvar Odd. Ån bågspännaren är Kettils dotterdotterson. De är alla huvudpersoner i var sina sagor. Handlingen utspelar sig på 700- och 800-talen, och är – med undantag för Orvar Odds saga – mestadels förlagd till Namdalen, Hålogaland och Finnmarken. Sagornas hjältar tillhör den fria bondeklassen – men Orvar Odd blir till sist kung i ett fjärran land. Hrafnistamännen tillhörde säkert det egna lokalsamhällets burgnaste skikt, men drabbades likväl av nödår då de måste jaga och fiska för sin överlevnad.
Orvar Odds saga, från 1200-talet, är den av sagorna som är äldst; de övriga tre anses vara skrivna vid 1300-talets början.
Ramstasagorna har varit otroligt populära på Island och har bevarats i en stor mängd uppteckningar. Ketils saga hœngs finns i 63 handskrifter; Gríms saga loðinkinna i 68; Ǫrvar-Odds saga i 69 och Áns saga bogsveigis i 53.